# دليل مقام

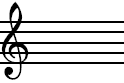

دليل المقام (أو دليل المفاتيح) هو طريقة ترميز تحدد نوع السلم الموسيقي أو المقام، و يتكون من إشارة رفع (الدييز) أو إشارة خفض (البيمول) واحدة على الأقل وتوضع في بداية السلم الموسيقي. إذا كان المقام يتكون من أكثر من إشارة تحويل، فإن هذه الإشارات يجب أن تكتب في بداية المدرج الموسيقي من اليسار إلى اليمين مرتبة: إشارات الرفع (الدييز)
توضع (من اليسار إلى اليمين) حسب الترتيب: سي، مي، لا، ري، صول، دو، انتهاء بفا، والعكس بالنسبة لإشارات الخفض، حيث توضع (من اليسار إلى اليمين) حسب الترتيب؛ فا، دو، صول، ري، لا، مي، انتهاء بسي.